# Каледонци
Каледонци (лат. Caledonii) или Каледонски савез је назив за племена, односно народе који су насељевали сјевер Британије, односно подручје данашње Шкотске од 1. до 3. вијека. Римљани су за подручја гдје су живјели Каледонци користили израз Каледонија (лат. Caledonia).
Дио историчара вјерује да назив Каледонци долази од бритске ријечи „груб“ или „чврст“, што је значило да су Каледонци сматрали „чврстим“ људима. Сами Римљани су испочетка вјеровали да Каледонци припадају Бритима, да би их тек касније почели третирати као засебни пиктски ентитет. Модерни хисторичари, пак, вјерују да су Каледонци у ствари били мјешавина пиктских домородаца са сјевера Британије као и бритских избјеглица који су дошли с југа бјежећи од средине 1. вијека пред римским освајачима.
У сваком случају, Каледонци су били познати по томе што су се дуго времена успјешно супротстављали римском продирању на сјевер, те неколико пута поразили римске легије. Од краја 2. вијека су успјевали пробити Хадријанов зид и пустошити подручја римске Британије. Почетком 3. вијека су Септимије Север и Каракала против њих подузели велике војне походе, који су, по свему судећи, завршили њиховим физичким уништењем, након чега нестаје било какав њихов спомен у римским изворима.